# Mistrzostwa Afryki Północnej w Półmaratonie 2004
Mistrzostwa Afryki Północnej w Półmaratonie 2004 – zawody lekkoatletyczne, które odbyły się w marokańskiej miejscowości Témara.

## Rezultaty

### Mężczyźni
| Konkurencja:  | 1. miejsce       | Rezultat | 2. miejsce | Rezultat | 3. miejsce   | Rezultat |
| Indywidualnie | Abdelatif Meftah | 1:04:00  | Saïd Bara  | 1:04:03  | Yahia Azaïdj | 1:05:22  |
| Drużynowo     | Maroko           | 3:14:27  | Algieria   | 3:18:28  | Tunezja      | 3:32:09  |

### Kobiety
| Konkurencja:  | 1. miejsce      | Rezultat | 2. miejsce    | Rezultat | 3. miejsce    | Rezultat |
| Indywidualnie | Malika Asahssah | 1:13:49  | Nasria Azaïdj | 1:15:05  | Habiba Ghribi | 1:16:27  |
| Drużynowo     | Maroko          | 2:33:34  | Tunezja       | 2:35:38  | Algieria      | 2:36:20  |

## Klasyfikacja medalowa
| Miejsce | Kraj     | Złoto | Srebro | Brąz | Razem |
| 1       | Maroko   | 4     | 1      | 0    | 5     |
| 2       | Algieria | 0     | 2      | 2    | 4     |
| 3       | Tunezja  | 0     | 1      | 2    | 3     |